# Dolores Fonzi

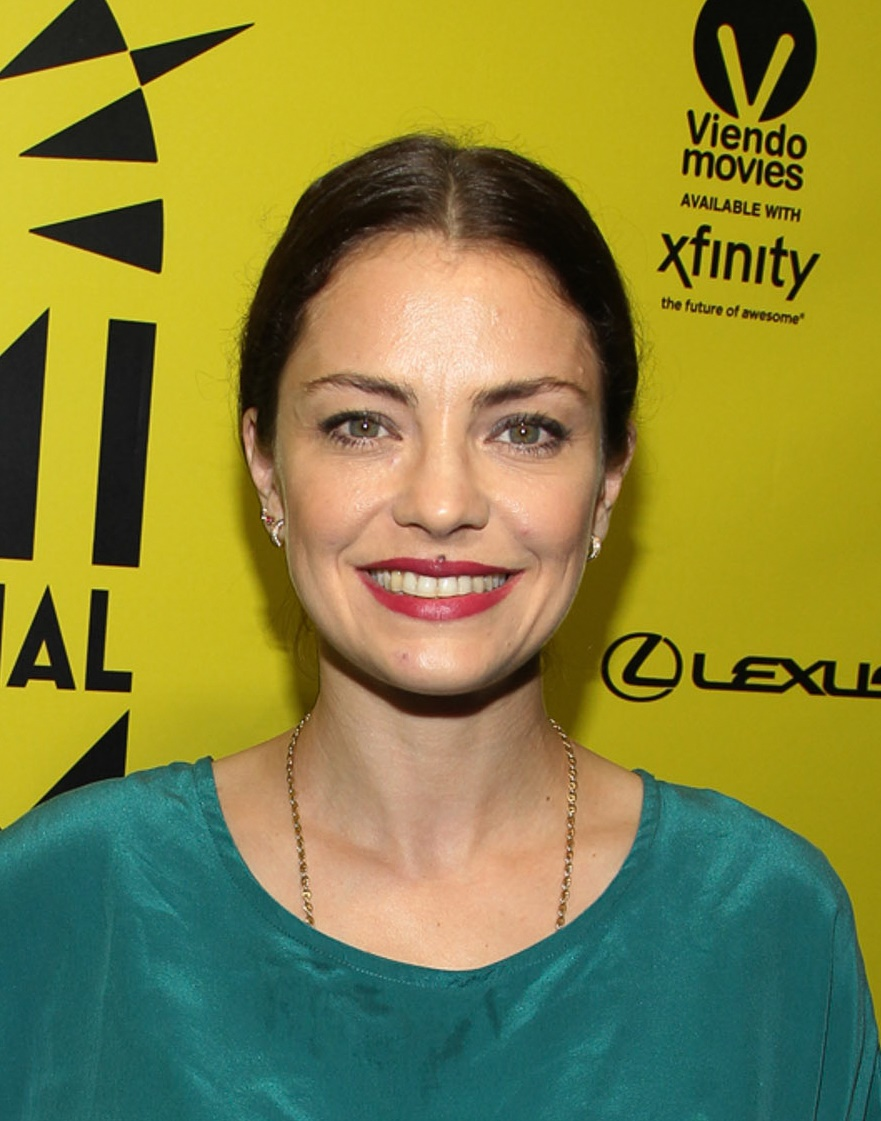
Dolores Fonzi

Dolores María Fonzi (geboren am 19. Juli 1978 in Buenos Aires, Argentinien) ist eine argentinische Theater- und Filmschauspielerin.

## Leben und Karriere
Seit Mitte der 1990er-Jahre hat Fonzi an über 40 Film- und Fernsehproduktionen mitgewirkt. Ihr Filmdebüt gab sie 1996 in der TV-Serie La nena. Für ihre Darstellung als Vergewaltigungsopfer in Santiago Mitres Spielfilm La patota (Paulina) wurde sie mit dem wichtigsten argentinischen Filmpreis Silberner Condor als beste Hauptdarstellerin ausgezeichnet.
Seit Mitte der 2010er-Jahre ist sie mit Santiago Mitre liiert, mit dem sie wiederholt an Spielfilmen zusammenarbeitete.

## Filmografie
| Jahr      | Film                                                      | Art (TV-Serie, Film, Movie o. ä.) | übernommene Rolle       | Folgen |
| --------- | --------------------------------------------------------- | --------------------------------- | ----------------------- | ------ |
| 1996      | La nena                                                   | TV-Serie                          | Sol                     | 13     |
| 1997      | Rich and Famous                                           | TV-Serie                          | Yoli / Gina             | 179    |
| 1998      | Sweet Lucia                                               | TV-Serie                          | María                   | 198    |
| 1998–1999 | Endless Summer                                            | TV-Serie                          | Clara Vázquez           | 111    |
| 2000      | Burnt Money                                               | Film                              | Vivi                    |        |
| 2000      | Waiting for the Messiah                                   | Film                              | Any                     |        |
| 2001      | The Bubbleman of My Life                                  | TV-Serie                          | Romina                  | 203    |
| 2001      | Privates Lives                                            | Film                              | Ana (Carmens Schwester) |        |
| 2002      | Final de juego                                            | TV-Mini Series                    |                         | 19     |
| 2002      | Black Box                                                 | Film                              | Dorotea                 |        |
| 2002      | Final Minute                                              | TV-Serie                          | Tamara                  | 1      |
| 2002      | Relaciones carnales                                       | TV Movie                          |                         |        |
| 2003      | The Bottom of the Sea                                     | Film                              | Ana                     |        |
|           | Catfight                                                  | TV-Mini-Serie                     | Gala                    | 11     |
| 2003      | Gerente en dos ciudades                                   | Carmela (Prostituierte)           | Film                    |        |
| 2003      | Mujeres en rojo: Fama                                     | Kurzfilm                          |                         |        |
| 2004      | Cold Blood                                                | TV-Mini-Serie                     | Renata                  | 12     |
| 2005      | La mujer rota                                             | Film                              | Camila                  |        |
| 2005      | The Aura                                                  | Film                              | Diana Dietrich          |        |
| 2006      | El tiempo no para                                         | TV-Serie                          | Lorena 'Lola' Giglione  | 129    |
| 2006      | Soy tu fan                                                | TV-Mini Series                    | Charly                  | 8      |
| 2007      | 9 mm, crímenes a la medida de la historia                 | TV-Mini Series                    |                         | 1      |
| 2008      | Death Club                                                | Film                              | Selma                   |        |
| 2011      | In the Open                                               | Film                              | Elisa                   |        |
| 2012      | Graduates                                                 | TV-Serie                          | Azul Vega               | 3      |
| 2013      | The Film Critic                                           | Film                              | Sofía                   |        |
| 2012–2014 | En terapia                                                | TV-Serie                          | Ana Irigoyen            | 80     |
| 2015      | Paulina                                                   | Film                              | Paulina                 |        |
| 2015      | Según Roxi                                                | TV-Serie                          | Loli                    | 3      |
| 2015      | Freunde fürs Leben (Truman)                               | Film                              | Paula                   |        |
| 2016      | La Leona                                                  | TV-Serie                          | Eugenia Leone           | 101    |
| 2017      | Black Snow                                                | Film                              | Sabrina                 |        |
| 2017      | The Summit                                                | Film                              | Marina Blanco           |        |
| 2017      | Libro de la Memoria: Homenaje a las víctimas del atentado | Kurzfilm                          |                         |        |
| 2017      | The Future Ahead                                          | Film                              | Romina                  |        |
| 2017      | Wind Traces                                               | Film                              | Carmen                  |        |
| 2018      | Miss Bolivia: Paren de Matarnos                           | Kurzvideo                         | Dolores Fonzi           |        |
| 2019      | Blood Will Tell                                           | Film                              | Carla                   |        |
| 2019      | Claudia                                                   | Film                              | Claudia                 |        |
| 2019      | The Moneychanger (Así habló el cambista)                  | Film                              | Gudrun                  |        |
| 2020      | Eine Frau räumt auf (Puerta 7)                            | TV-Serie                          | Diana                   | 8      |
| 2021      | Fever Dream                                               | Film                              | Carola                  |        |
| 2022      | Soy tu fan                                                |                                   | ?                       |        |
| 2022      | Marcela                                                   |                                   | ?                       |        |
| 2024      | Nonostante                                                | Film                              | Lei                     |        |

## Privates
Fonzi war ab 1998 mit dem Filmregisseur Luis Ortega liiert. Nach ihrer Trennung lebte sie von 2006 bis 2014 mit dem mexikanischen Schauspieler Gael García Bernal zusammen. Aus dieser Beziehung entstammen zwei Kinder. Im Januar 2015 wurde bekannt, dass sie mit Santiago Mitre liiert ist.